# Chrysoteuchia moriokensis
Chrysoteuchia moriokensis là một loài bướm đêm trong họ Crambidae.